# Richie Ren
Richie Jen Hsien-chi est un chanteur et acteur taïwanais. Il est devenu, à la suite du succès du film Summer Holiday, extrêmement populaire dans les pays sinophones ainsi qu'en Malaisie. Il est un des acteurs récurrents des films réalisés ou produits par Johnnie To.

## Filmographie

### Films
- 1994 : No Sir
- 1999 : Jackie Chan à Hong Kong : Yi Lung
- 1999 : A Beautiful New World : Xiao Bai
- 1999 : Fly Me to Polaris : Onion / Cheuk
- 2000 : Summer Holiday : Mo Mo Cha
- 2002 : Marry a Rich Man : Christmas Yan
- 2002 : Summer I Love You : Lek
- 2003 : Honesty : Moses Tsang
- 2004 : Silver Hawk : Rich Man
- 2004 : Elixir of Love : Kai
- 2004 : 20 30 40 (Twenty Thirty Forty) : Wang
- 2004 : Life Express : Kao Chi-yuan
- 2004 : Breaking News : Yuen
- 2005 : Seoul Raiders : Owen Lee
- 2006 : 2 Become 1 : Dr Vincent 'V' Cheung
- 2006 : Exilé : Sergeant Chen
- 2007 : Happy Birthday : Richie
- 2007 : Contract Lover : Fat
- 2008 : Lady Cop & Papa Crook : Gogo
- 2009 : Snipers, tireur d'élite : Hartman
- 2009 : Accident : Chan Fong-chow
- 2010 : Fire of conscience : Inspector Kee
- 2010 : Abduction :
- 2010 : Share :
- 2019 : Fagara
- 2019 : Funeral Killers (沉默的證人) de Renny Harlin : Santa
- 2024 : City of Darkness

### Séries TV
- The New Adventures of Chor Lau Heung (2001)
- State of Divinity (2000)
- The Return of the Condor Heroes (1998)
- Taipei Love Story (1996)
- Dreams Awakening (1994)
- Master Huang (1994)
- Huang Fei Hong (1994)
- Unforgettable (1992)
- Cool Runnings (2009)

## Discographie
- 1990-06-01 Ask Again (再問一次)
- 1991-01-01 Cold & Tender (冷漠與温柔)
- 1991-06-01 Fly To My Own Sky (飛向自己的天空)
- 1996-06-01 I Feel Good! (依靠)
- 1996-12-01 Soft Heart (心太軟)
- 1997-12-01 Badly Hurt (很受傷)
- 1998-08-01 Love Like Pacific Ocean (愛像太平洋)
- 1998-09-01 Hey Girl Look This Way(对面的女孩看过来)
- 1999-06-01 Series Compilation & New Songs(認真精選)
- 1999-08-01 Zhao Jin(着紧)
- 2000-01-07 Desperate With Love (為愛走天涯)
- 2000-08-01 Wanderer (流浪汉)
- 2000-12-05 Angels Brothers Players (天使兄弟小白臉)
- 2001-09-14 A Flying Bird (飛鳥)
- 2002-02-06 I'm a rich man (我是有錢人)
- 2002-09-01 One Richie (一个任贤齐)
- 2003-04-15 A Wonderful Man (男人真幸福)
- 2004-03-25 The Years Of Richie (情義)
- 2005-01-01 So Far So Close (兩極)
- 2006-02-27 Old Place (老地方)
- 2007-04-26 If Life's Goin' Without You (如果沒有你)
- 2009-04-27 Qi Dai R.S.V.P (齐待R.S.V.P)
- 2010-05-28 Music Traveller (音樂旅行者)

## Autre
- 2017 : Participation au rallye Dakar en tant que pilote moto avec quatre autres coéquipiers (les chinois Zhang Min et Zhao Hongyi et les français Willy Jobard et Thierry Béthys) pour la marque chinoise Zongshan motorbikes[1].